# Coenocorypha pusilla
Coenocorypha pusilla là một loài chim trong họ Scolopacidae.